# Nakano, Nagano
Nakano (japanska: 中野市?, Nakano-shi) är en stad i Nagano prefektur i Japan. Staden fick stadsrättigheter 1954.